# Prong
Prong är ett amerikanskt heavy metal-band, bildat 1986 av sångaren och gitarristen Tommy Victor och basisten Mike Kirkland. Tre år senare fick bandet skivkontrakt hos Epic Records.

## Nuvarande medlemmar
- Tommy Victor – gitarr, sång
- Aaron Rossi – trummor
- Jason Christopher – basgitarr, bakgrundssång

## Diskografi
Studioalbum
- Force Fed (1989)
- Beg to Differ (1990)
- Prove You Wrong (1991)
- Cleansing (1994)
- Rude Awakening (1996)
- Scorpio Rising (2003)
- Power of the Damager (2007)
- Carved into Stone (2012)
- Ruining Lives (2014)
- X – No Absolutes (2016)
- Zero Days (2017)

Singlar
- "Third from the Sun" (1989)
- "Lost and Found" (1990)
- "For Dear Life" (1990)
- "Unconditional" (1991)
- "Snap Your Fingers, Snap Your Neck" (1994)
- "Whose Fist Is This Anyway?" (1994)
- "Broken Peace" (1994)
- "Rude Awakening" (1996)
- "Controller" (1996)
- "Face Value" (1996)
- "Ultimate Authority" (2015)